# Vallières (Haute-Savoie)
Vallières korábbi község (település) Franciaországban, Haute-Savoie megyében. 2019. január 1-jén Val-de-Fier községgel egyesült és Vallières-sur-Fier új község része lett.
Lakosainak száma 1851 fő (2016. január 1.). Vallières Hauteville-sur-Fier, Lornay, Moye, Rumilly, Saint-Eusèbe, Sales, Val-de-Fier és Versonnex községekkel határos.

## Népesség
A település népessége az elmúlt években az alábbi módon változott:
| Lakosok száma | 1590 | 1781 | 1851 |
|               | 2013 | 2015 | 2016 |